# Acarospora janae
Acarospora janae là một loài địa y thuộc họ Acarosporaceae. Loài được mô tả vào năm 2011, được tìm thấy New Mexico và Colorado ở Hoa Kỳ, nơi nó phát triển trên đá silic.

## Phân loại
Địa y này được mô tả lần đầu tiên năm 2011 trong tạp chí Phytotaxa. Đây là một trong 100 loài mới được 102 tác giả từ 35 quốc gia phát hiện và nghiên cứu. Bộ sưu tập loài được thực hiện tại Las Vegas (Hạt San Miguel, New Mexico) vào năm 1927 bởi Arsène Brouard. Danh pháp janae chứa hàm ý mang tên Jana Kocourkova, đồng nghiệp và cùng là hôn thê của Kerry Knudsen, người phát hiện và đặt tên cho loài.

## Miêu tả
Địa y có thân dạng tản bao gồm các quầng phân tán (một khu vực tròn nhỏ có ít hoặc nhiều hình đa giác, góc cạnh, chứa nhiều vết nứt), có màu nâu tối hoặc nâu nhạt. Bề mặt các quầng thường có các rãnh. Đĩa của địa y (bào tử tròn, giống như đĩa) kết cấu thô và màu sắc giống như thân tản hoặc tối hơn. Đôi khi có mấu lồi và rìa, nhưng những chi tiết này có xu hướng biến mất khi đĩa địa y giãn hoàn toàn. Lớp bào tử (bào tầng) dày khoảng 100 μm và chứa sợi nấm vô tính (tơ bên) có đường kính 2 μm. Nang nấm (tế bào sinh bào tử) hình gậy, kích thước 60 x 20 μm, chứa khoảng 100 bào tử. Các bào tử có đường kính 2 μm 

## Môi trường sống
Acarospora janae mọc trên đá silic. Nó được biết đến là loại địa phương, tìm thấy tại thị trấn Marks Creek, Quận Wake, Bắc Carolina. Knudsen cho rằng loài này có thể xuất hiện ở Utah và Cao nguyên Colorado, phía nam Mexico.